# Voleibol sentado nos Jogos Parapan-Americanos de 2011
As disputas de voleibol sentado nos Jogos Parapan-Americanos de 2011 aconteceram entre os dias 14 e 18 de Novembro de 2011 no Complexo Pan-Americano de Voleibol, em Guadalajara, México, como parte integrante do calendário de disputa dos jogos Parapan-Americanos.

## Quadro de Medalhas
| Ordem | País               | Medalha de ouro | Medalha de prata | Medalha de bronze | Total |
| ----- | ------------------ | --------------- | ---------------- | ----------------- | ----- |
| 1     | BRA Brasil         | 1               | 0                | 0                 | 1     |
| 2     | USA Estados Unidos | 0               | 1                | 0                 | 1     |
| 3     | CAN Canadá         | 0               | 0                | 1                 | 1     |
| Total | Total              | 1               | 1                | 1                 | 3     |

## Resultados

### Primeira fase
| Data   |                    | Placar |                    | 1º Set | 2º Set | 3º Set | 4º Set | 5º Set | Total   |
| ------ | ------------------ | ------ | ------------------ | ------ | ------ | ------ | ------ | ------ | ------- |
| 14 Nov | MEX México         | 1–3    | CRC Costa Rica     | 25–20  | 18–25  | 23–25  | 20–25  |        | 86–95   |
| 14 Nov | BRA Brasil         | 2–3    | USA Estados Unidos | 25–15  | 22–25  | 19–25  | 25–21  | 13–15  | 104–101 |
| 14 Nov | CAN Canadá         | 3–0    | COL Colômbia       | 25–12  | 25–21  | 25–16  |        |        | 75–49   |
| 14 Nov | MEX México         | 0–3    | USA Estados Unidos | 13–25  | 11–25  | 17–25  |        |        | 41–75   |
| 14 Nov | CRC Costa Rica     | 2–3    | COL Colômbia       | 16–25  | 25–21  | 25–21  | 27–29  | 12–15  | 105–111 |
| 15 Nov | COL Colômbia       | 0–3    | BRA Brasil         | 5–25   | 11–25  | 20–25  |        |        | 36–75   |
| 15 Nov | USA Estados Unidos | 3–1    | CAN Canadá         | 25–17  | 20–25  | 25–15  | 25–23  |        | 95–80   |
| 15 Nov | MEX México         | 3–0    | COL Colômbia       | 26–24  | 25–22  | 26–24  |        |        | 77–70   |
| 15 Nov | CRC Costa Rica     | 0–3    | BRA Brasil         | 16–25  | 6–25   | 4–25   |        |        | 26–75   |
| 15 Nov | MEX México         | 0–3    | CAN Canadá         | 16–25  | 17–25  | 13–25  |        |        | 46–75   |
| 16 Nov | BRA Brasil         | 3–1    | CAN Canadá         | 25–15  | 25–20  | 22–25  | 25–9   |        | 97–69   |
| 16 Nov | USA Estados Unidos | 3–0    | CRC Costa Rica     | 25–11  | 25–13  | 25–11  |        |        | 75–35   |
| 16 Nov | MEX México         | 0–3    | BRA Brasil         | 6–25   | 6–25   | 7–25   |        |        | 19–75   |
| 16 Nov | CAN Canadá         | 3–0    | CRC Costa Rica     | 25–9   | 25–16  | 25–20  |        |        | 75–45   |
| 16 Nov | COL Colômbia       | 0–3    | USA Estados Unidos | 14–25  | 15–25  | 13–25  |        |        | 42–75   |

Classificação da primeira fase após os jogos.
|     |                    |     | Jogos | Jogos | Jogos | Sets | Sets | Sets  | Pontos | Pontos | Pontos |
| Pos | Equipe             | Pts | T     | V     | D     | V    | P    | R     | V      | P      | R      |
| --- | ------------------ | --- | ----- | ----- | ----- | ---- | ---- | ----- | ------ | ------ | ------ |
| 1   | USA Estados Unidos | 10  | 5     | 5     | 0     | 15   | 3    | 5.000 | 421    | 302    | 1.394  |
| 2   | BRA Brasil         | 9   | 5     | 4     | 1     | 14   | 4    | 3.500 | 426    | 251    | 1.697  |
| 3   | CAN Canadá         | 8   | 5     | 3     | 2     | 11   | 6    | 1.833 | 374    | 329    | 1.137  |
| 4   | COL Colômbia       | 6   | 5     | 1     | 4     | 3    | 14   | 0.214 | 308    | 407    | 0.757  |
| 5   | CRC Costa Rica     | 6   | 5     | 1     | 4     | 5    | 13   | 0.385 | 303    | 422    | 0.718  |
| 6   | MEX México         | 6   | 5     | 1     | 4     | 4    | 12   | 0.333 | 269    | 390    | 0.690  |

### Semi-finais
|  | Semifinais | Semifinais         | Semifinais | Semifinais | Semifinais | Semifinais | Semifinais |                    |    | Final | Final | Final | Final | Final | Final | Final |
|  |            |                    |            |            |            |            |            |                    |    |       |       |       |       |       |       |       |
|  | 1          | USA Estados Unidos | 25         | 25         | 25         |            |            |                    |    |       |       |       |       |       |       |       |
|  | 4          | COL Colômbia       | 12         | 12         | 13         |            |            |                    |    |       |       |       |       |       |       |       |
|  | 4          | COL Colômbia       | 12         | 12         | 13         |            | 1          | USA Estados Unidos | 25 | 18    | 12    | 15    |       |       |       |       |
|  |            |                    |            |            |            |            |            | USA Estados Unidos | 25 | 18    | 12    | 15    |       |       |       |       |
|  |            | 2                  | BRA Brasil | 20         | 25         | 25         | 25         |                    |    |       |       |       |       |       |       |       |
|  | 2          | 2                  | BRA Brasil | 20         | 25         | 25         | 25         | BRA Brasil         | 25 | 25    | 25    |       |       |       |       |       |
|  | 2          |                    |            |            |            |            |            | BRA Brasil         | 25 | 25    | 25    |       |       |       |       |       |
|  | 3          | CAN Canadá         | 9          | 8          | 13         |            |            |                    |    |       |       |       |       |       |       |       |

#### Semifinais
| Data   |                    | Placar |              | 1º Set | 2º Set | 3º Set | 4º Set | 5º Set | Total |
| ------ | ------------------ | ------ | ------------ | ------ | ------ | ------ | ------ | ------ | ----- |
| 17 Nov | USA Estados Unidos | 3–0    | COL Colômbia | 25–12  | 25–12  | 25–13  |        |        | 75–37 |
| 17 Nov | BRA Brasil         | 3–0    | CAN Canadá   | 25–9   | 25–8   | 25–13  |        |        | 75–30 |

#### Disputa 5º lugar
| Data   |                | Placar |            | 1º Set | 2º Set | 3º Set | 4º Set | 5º Set | Total |
| ------ | -------------- | ------ | ---------- | ------ | ------ | ------ | ------ | ------ | ----- |
| 17 Nov | CRC Costa Rica | 0–3    | MEX México | 20–25  | 20–25  | 15–25  |        |        | 55–75 |

#### Disputa pelo Bronze
| Data   |              | Placar |            | 1º Set | 2º Set | 3º Set | 4º Set | 5º Set | Total |
| ------ | ------------ | ------ | ---------- | ------ | ------ | ------ | ------ | ------ | ----- |
| 18 Nov | COL Colômbia | 0–3    | CAN Canadá | 13–25  | 12–25  | 16–25  |        |        | 41–75 |

#### Final
| Data   |                    | Placar |            | 1º Set | 2º Set | 3º Set | 4º Set | 5º Set | Total |
| ------ | ------------------ | ------ | ---------- | ------ | ------ | ------ | ------ | ------ | ----- |
| 18 Nov | USA Estados Unidos | 1–3    | BRA Brasil | 25–20  | 18–25  | 12–25  | 15–25  |        | 70–95 |